# Hôtel de Ville (Arbois)

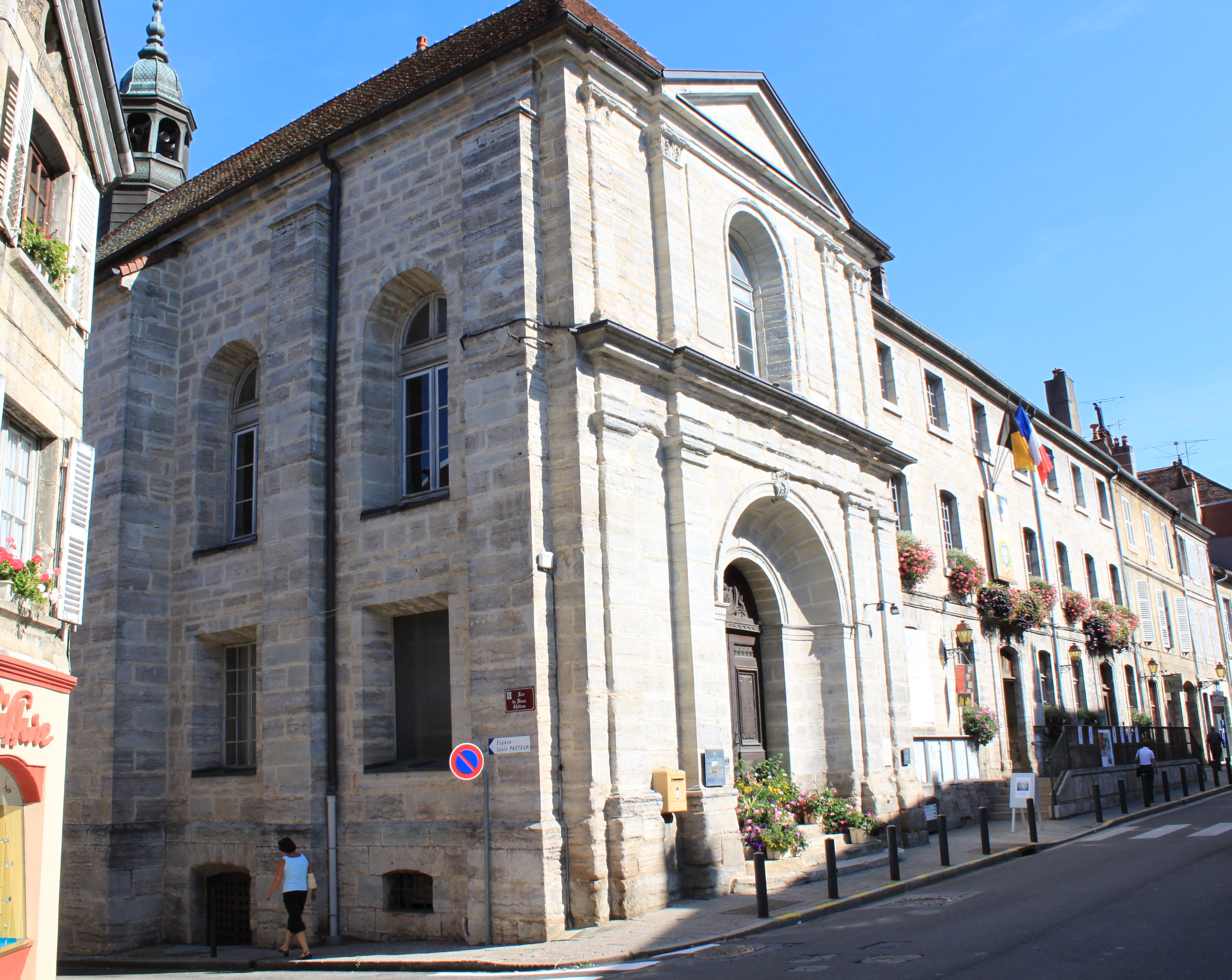
Hôtel de Ville in Arbois

Das Hôtel de Ville (deutsch Rathaus) in Arbois, einer Stadt im französischen Département Jura in der Region Bourgogne-Franche-Comté, wurde im 18. Jahrhundert als Ursulinenkloster errichtet. Das Hôtel de Ville ist seit 1993 ein geschütztes Baudenkmal (Monument historique).

## Geschichte
Die Ursulinen ließen sich 1617 in Arbois nieder und vergrößerten zwischen 1764 und 1768 ihre Kirche nach den Plänen des Architekten Jean-Charles Colombot. Während der Revolution wurde das Kloster säkularisiert und 1802 wurde die Stadt Arbois Besitzerin der Gebäude. Sie richtete darin die kommunale Verwaltung und das Amtsgericht ein.